# Segunda Liga de 2020–21
A Segunda Liga de 2020–21, conhecida também como Liga Portugal 2 SABSEG por razões de patrocínio, foi a 31ª edição da Segunda Liga.
Um total de 18 equipas disputaram esta edição.

## Participantes
| Clube                | Cidade               | Estádio                                        | Lotação | 2019/2020 |
| -------------------- | -------------------- | ---------------------------------------------- | ------- | --------- |
| Académica de Coimbra | Coimbra              | Estádio Cidade de Coimbra                      | 29,622  | 7º        |
| Arouca               | Arouca               | Estádio Municipal de Arouca                    | 5,600   | (CP)      |
| Académico de Viseu   | Viseu                | Estádio Municipal do Fontelo                   | 7,744   | 8º        |
| Benfica B            | Lisboa               | Benfica Campus                                 | 2,644   | 15º       |
| Casa Pia             | Lisboa               | Estádio Pina Manique                           | 2,574   | 18º       |
| Chaves               | Chaves               | Estádio Municipal Eng.º Manuel Branco Teixeira | 8,870   | 12º       |
| Cova da Piedade      | Cova da Piedade      | Estádio Municipal José Martins Vieira          | 3,000   | 17º       |
| Estoril Praia        | Estoril              | Estádio António Coimbra da Mota                | 8,015   | 4°        |
| Feirense             | Santa Maria da Feira | Estádio Marcolino de Castro                    | 5,600   | 3º        |
| Leixões              | Matosinhos           | Estádio do Mar                                 | 9,766   | 9º        |
| Mafra                | Mafra                | Estádio Municipal de Mafra                     | 1,250   | 5º        |
| Oliveirense          | Oliveira de Azeméis  | Estádio Carlos Osório                          | 1,750   | 10º       |
| Penafiel             | Penafiel             | Estádio Municipal 25 de Abril                  | 5,320   | 14º       |
| Porto B              | Porto                | Estádio Dr. Jorge Sampaio                      | 8,270   | 13º       |
| Sporting da Covilhã  | Covilhã              | Estádio Municipal José dos Santos Pinto        | 3,500   | 11º       |
| Varzim               | Póvoa de Varzim      | Estádio do Varzim Sport Club                   | 7,280   | 6º        |
| Vilafranquense       | Vila Franca de Xira  | Estádio Municipal de Rio Maior                 | 12,000  | 16º       |
| Vizela               | Vizela               | Estádio do Futebol Clube de Vizela             | 6,000   | (CP)      |

## Número de equipas por Associação de Futebol
|   | Associação de Futebol | Número de equipas | Equipas                                                   |
| - | --------------------- | ----------------- | --------------------------------------------------------- |
| 1 | AF Lisboa             | 5                 | Benfica B, Casa Pia, Estoril Praia, Mafra, Vilafranquense |
| 2 | AF Porto              | 4                 | Leixões, Penafiel, Porto B, Varzim                        |
| 3 | AF Aveiro             | 3                 | Arouca, Feirense, Oliveirense                             |
| 4 | AF Braga              | 1                 | Vizela                                                    |
| 4 | AF Castelo Branco     | 1                 | Sporting da Covilhã                                       |
| 4 | AF Coimbra            | 1                 | Académica de Coimbra                                      |
| 4 | AF Setúbal            | 1                 | Cova da Piedade                                           |
| 4 | AF Vila Real          | 1                 | Chaves                                                    |
| 4 | AF Viseu              | 1                 | Académico de Viseu                                        |

## Tabela classificativa
Atualizado em 29/06/2021[carece de fontes?]
| #  | Equipa             | J  | V  | E  | D  | GP | GC | SG  | Pts | Classificação                                                 |
| -- | ------------------ | -- | -- | -- | -- | -- | -- | --- | --- | ------------------------------------------------------------- |
| 1  | Estoril            | 34 | 20 | 10 | 4  | 55 | 26 | +29 | 70  | Promovido à Primeira Liga de 2021–22                          |
| 2  | Vizela             | 34 | 18 | 12 | 4  | 59 | 35 | +24 | 66  | Promovido à Primeira Liga de 2021–22                          |
| 3  | Arouca             | 34 | 19 | 8  | 7  | 45 | 25 | +20 | 65  | Play-off de promoção à Primeira Liga de 2021–22               |
| 4  | Académica          | 34 | 17 | 11 | 6  | 46 | 30 | +16 | 62  |                                                               |
| 5  | Feirense           | 34 | 17 | 7  | 10 | 48 | 33 | +15 | 58  |                                                               |
| 6  | Chaves             | 34 | 16 | 9  | 9  | 46 | 36 | +10 | 57  |                                                               |
| 7  | FC Penafiel        | 34 | 12 | 10 | 12 | 42 | 42 | 0   | 46  |                                                               |
| 8  | Benfica B          | 34 | 12 | 8  | 14 | 52 | 43 | +9  | 44  | Equipa B - Não pode subir à Primeira Liga.                    |
| 9  | Casa Pia           | 34 | 10 | 13 | 11 | 41 | 46 | −5  | 43  |                                                               |
| 10 | Leixões            | 34 | 10 | 10 | 14 | 35 | 43 | −8  | 40  |                                                               |
| 11 | Cova da Piedade    | 34 | 8  | 13 | 13 | 39 | 48 | −9  | 37  | Rebaixado para Liga 3 de 2021–22                              |
| 12 | Mafra              | 34 | 9  | 10 | 15 | 35 | 48 | −13 | 37  |                                                               |
| 13 | Covilhã            | 34 | 8  | 13 | 13 | 36 | 42 | −6  | 37  |                                                               |
| 14 | Académico de Viseu | 34 | 9  | 9  | 16 | 32 | 45 | −13 | 36  |                                                               |
| 15 | Varzim SC          | 34 | 9  | 6  | 19 | 26 | 44 | −18 | 33  |                                                               |
| 16 | Porto B            | 34 | 7  | 11 | 16 | 45 | 52 | −7  | 32  | Equipa B - Não pode subir à Primeira Liga.                    |
| 17 | Vilafranquense     | 34 | 5  | 16 | 13 | 34 | 53 | −19 | 31  | Mantém-se na Primeira Liga por despromoção do Cova da Piedade |
| 18 | UD Oliveirense     | 34 | 7  | 10 | 17 | 25 | 49 | −24 | 31  | Rebaixado para Liga 3 de 2021–22                              |

## Campeão
| Campeonato de Portugal de Segunda Divisão 2020/2021 |
| --------------------------------------------------- |
|                                                     |
| Estoril 3° Título                                   |